# Nome de domínio
Nome de domínio ou domínio de Internet é um nome que serve para localizar e identificar conjuntos de computadores na Internet.
O nome de domínio foi concebido com o objetivo de facilitar a memorização dos endereços de computadores na Internet. Sem ele, teríamos que memorizar uma sequência grande de números.
Pelas atuais (2005) regras, para que o registo de um domínio seja efectivado, são necessários ao menos dois servidores DNS conectados à Internet e já configurados para o domínio que está sendo solicitado.
O registo, gestão e manutenção de domínios em Portugal é feito pelo .PT, Associação DNS.PT. No Brasil é feito pelo Registro.br, departamento do Núcleo de Informação e Coordenação do Ponto BR, braço executivo do Comitê Gestor da Internet no Brasil (CGI.br). Para registar um domínio, é necessário ser uma entidade legalmente representada ou estabelecida no Brasil como pessoa jurídica (Instituições que possuam CNPJ) ou física (CPF) que possua um contato em território nacional.
Uma entidade poderá registrar, sob uma extensão, quantos domínios quiser. Porém, não é permitido registrar o mesmo nome em diferentes DPNs genéricos. A restrição de homonímia não se aplica as extensões com restrições. Todos as extensões de domínio disponíveis, excetuando-se os restritos, são classificados como genéricos.
Exemplo: Uma entidade poderá registrar quantos domínios quiser sob COM.BR, ou sob IND.BR, mas, se possuir o domínio XXX.COM.BR, não poderá registrá-lo também em IND.BR. Ou seja, se tiver XXX.COM.BR não poderá registrar XXX.IND.BR, por se tratar de domínios genéricos. Já nada impede que, caso essa entidade preencha os requisitos para registrar sob TV.BR, registre também o XXX.TV.BR, porque TV.BR é um domínio com restrições próprias sendo assim, às quais não se adicionam as restrições de homonímia, logo podendo ser criado.
A extensão NOM.BR é uma exceção à regra da homonímia. Por exemplo: pessoas físicas podem registrar XXX.ADV.BR, ZZZ.ENG.BR e XXX.ZZZ.NOM.BR, mas não podem registrar XXX.ADV.BR e XXX.ENG.BR.
Para resolução de conflitos no .BR foi instituído o Sistema de Arbitragem de Conflitos de Internet (SACI), inicialmente adotado para nomes de domínios sob o NET.BR, que tornou-se genérico. Sempre que um detentor de domínio COM.BR optar por preservar o mesmo nome no domínio NET.BR, qualquer controvérsia que surja e seja atinente a esse registro será solucionada por meio do procedimento arbitral.
Informações de contato sobre um domínio podem ser obtidas por uma ferramenta chamada WHOIS. Através do WHOIS pode se obter os dados de contato Administrativo, Técnico e Cobrança e informações sobre a configuração de DNS de qualquer domínio na internet.